# Hui Buh - El fantasma del castell
Hui Buh - El fantasma del castell (títol original en alemany, Hui Buh – Das Schlossgespenst) és una pel·lícula alemanya de 2006 dirigida per Sebastian Niemann. La pel·lícula es basa en la sèrie radiofònica Hui Buh d'Eberhard Alexander-Burgh. Els papers principals són interpretats per Michael Herbig i Christoph Maria Herbst. L'estrena als cinemes alemanys va ser el 20 de juliol de 2006 a càrrec de la distribuïdora Constantin-Film. Amb més de dos milions d'espectadors, va ser la cinquena pel·lícula alemanya amb més èxit als cinemes d'aquest país el 2006 i la dotzena pel·lícula amb més èxit del mateix any a Alemanya. S'ha doblat al valencià per a À Punt.
Va comptar amb un pressupost de 10 milions d'euros i va tenir ingressos de taquilla per 10,4 milions.
El Naturtheater Heidenheim va estrenar el juny de 2023 una versió teatral basada en el guió de la pel·lícula.